# ゲンナジー・カルポノソフ
ゲンナジー・ミハイロヴィチ・カルポノソフ（ロシア語: Геннадий Михайлович Карпоносов、1950年11月21日 - ）は、旧ソビエト連邦出身の男性フィギュアスケート選手。1980年レークプラシッドオリンピックアイスダンス金メダリスト。1978年、1979年世界フィギュアスケート選手権アイスダンスチャンピオン。パートナーは妻でもあるナタリア・リニチュク。

## 経歴
- 1968-1969年シーズンよりエレナ・シャルコワと組む。
- 1973-1974年シーズンよりナタリア・リニチュクと組む。
- 1976年インスブルックオリンピックで初めて実施されたアイスダンスに出場し4位。
- 1978年、1979年世界フィギュアスケート選手権優勝。
- 1980年レークプラシッドオリンピック金メダル獲得。
- 1980-1981シーズンをもって引退。
- 1981年7月31日にナタリア・リニチュクと結婚。
- 現役引退後は妻のリニチュクとともにコーチとして活躍。パーシャ・グリシュク&エフゲニー・プラトフらを育てた。

## 主な戦績
| 大会/年      | 73-74 | 74-75 | 75-76 | 76-77 | 77-78 | 78-79 | 79-80 | 80-81 |
| ------------ | ----- | ----- | ----- | ----- | ----- | ----- | ----- | ----- |
| オリンピック |       |       | 4     |       |       |       | 1     |       |
| 世界選手権   | 3     | 4     | 5     | 3     | 1     | 1     | 2     |       |
| 欧州選手権   | 3     | 3     | 3     | 3     | 2     | 1     | 1     | 3     |

戦績はナタリア・リニチュクと組んで以降。